# العلاقات الدنماركية الإستونية
العلاقات الدنماركية الإستونية هي العلاقات الثنائية التي تجمع بين الدنمارك وإستونيا.

## مقارنة بين البلدين
هذه مقارنة عامة ومرجعية للدولتين:
| وجه المقارنة                                              | الدنمارك                                                     | إستونيا                                                                             |
| --------------------------------------------------------- | ------------------------------------------------------------ | ----------------------------------------------------------------------------------- |
| المساحة (كم2)                                             | 42.92 ألف                                                    | 45.34 ألف                                                                           |
| عدد السكان (نسمة)                                         | 5.79 مليون                                                   | 1.32 مليون                                                                          |
| الكثافة السكانية (ن./كم²)                                 | 134.9                                                        | 29.11                                                                               |
| العاصمة                                                   | كوبنهاغن                                                     | تالين                                                                               |
| اللغة الرسمية                                             | اللغة الدنماركية                                             | اللغة الإستونية                                                                     |
| العملة                                                    | كرونة دنماركية                                               | يورو، كرون إستوني، كرون إستوني، المارك الإستوني                                     |
| الناتج المحلي الإجمالي (بليون دولار)                      | 324.87 مليار                                                 | 25.92 مليار                                                                         |
| الناتج المحلي الإجمالي (تعادل القوة الشرائية) بليون دولار | 278.61 مليار                                                 | 38.11 مليار                                                                         |
| الناتج المحلي الإجمالي الاسمي للفرد دولار أمريكي          | 51.99 ألف                                                    | 17.79 ألف                                                                           |
| الناتج المحلي الإجمالي للفرد دولار أمريكي                 | 45.54 ألف                                                    | 28.14 ألف                                                                           |
| مؤشر التنمية البشرية                                      | 0.900                                                        | 0.871                                                                               |
| رمز المكالمات الدولي                                      | +45                                                          | +372                                                                                |
| رمز الإنترنت                                              | .dk                                                          | .ee                                                                                 |
| المنطقة الزمنية                                           | توقيت وسط أوروبا، ت ع م+02:00، ت ع م+01:00، أوروبا/كوبنهاجن ‏ | ت ع م+02:00، ت ع م+03:00، توقيت شرق أوروبا، أوروبا/تالين ‏، توقيت شرق أوروبا الصيفي ‏ |

## مدن متوأمة
في ما يلي قائمة باتفاقيات التوأمة بين مدن دنماركية وإستونية:
- ترتبط Tommerup Municipality [الإنجليزية]‏ مع Väike-Maarja Parish [الإنجليزية]‏ باتفاقية توأمة.
- ترتبط Tinglev Parish [الإنجليزية]‏ مع نارفا باتفاقية توأمة.
- ترتبط هولستيبرو مع Türi Parish [الإنجليزية]‏ باتفاقية توأمة.
- ترتبط Guldborgsund Municipality [الإنجليزية]‏ مع مقاطعة هاريو باتفاقية توأمة منذ 2014.[17][18][17][18]
- ترتبط هيليسينكور مع بارنو باتفاقية توأمة منذ 1992.[19][20]

## منظمات دولية مشتركة
يشترك البلدان في عضوية مجموعة من المنظمات الدولية، منها:
| علم المنظمة | اسم المنظمة                               | تاريخ انضمام الدنمارك | تاريخ انضمام إستونيا |
| ----------- | ----------------------------------------- | --------------------- | -------------------- |
|             | الاتحاد الأوروبي                          | 1973                  | 1 مايو 2004          |
|             | وكالة ضمان الاستثمار متعدد الأطراف        | 12 أبريل 1988         | 24 سبتمبر 1992       |
|             | منظمة التعاون الاقتصادي والتنمية          | ?                     | ?                    |
|             | الأمم المتحدة                             | 24 أكتوبر 1945        | 17 سبتمبر 1991       |
|             | الفريق المعني برصد الأرض                  | ?                     | ?                    |
|             | مركز تنسيق الحركة في أوروبا ‏              | ?                     | ?                    |
|             | منظمة حظر الأسلحة الكيميائية              | ?                     | ?                    |
|             | منظمة التجارة العالمية                    | 1995                  | ?                    |
|             | منظمة الشرطة الجنائية الدولية             | ?                     | ?                    |
|             | مجلس دول بحر البلطيق                      | ?                     | ?                    |
|             | منظمة الأمن والتعاون في أوروبا            | 25 يونيو 1973         | 10 سبتمبر 1991       |
|             | مؤسسة التنمية الدولية                     | 30 نوفمبر 1960        | 11 أكتوبر 2008       |
|             | حلف شمال الأطلسي                          | 4 أبريل 1949          | 29 مارس 2004         |
|             | يونسكو                                    | 4 نوفمبر 1946         | 14 أكتوبر 1991       |
|             | مجلس أوروبا                               | ?                     | ?                    |
|             | الاتحاد البريدي العالمي                   | ?                     | ?                    |
|             | البنك الدولي للإنشاء والتعمير             | 30 نوفمبر 1960        | 23 يونيو 1992        |
|             | اتفاقية السماوات المفتوحة                 | ?                     | ?                    |
|             | الاتحاد الدولي للاتصالات                  | 1866                  | 19 مايو 1922         |
|             | مؤسسة التمويل الدولية                     | 20 يوليو 1956         | 9 أغسطس 1993         |
|             | المنظمة الأوروبية لسلامة الملاحة الجوية   | 1994                  | 2015                 |
|             | المركز الدولي لتسوية المنازعات الاستشارية | 24 مايو 1968          | 23 يوليو 1992        |
|             | مجموعة أستراليا                           | 1985                  | 2004                 |
|             | مجموعة الموردين النوويين                  | ?                     | ?                    |

## وصلات خارجية
- موقع وزارة الخارجية الدنماركية
- موقع وزارة الخارجية الإستونية